# چیوما ایگوه
چیوما ایگوه (انگلیسی: Chioma Igwe؛ زادهٔ ۲۱ ژوئیهٔ ۱۹۸۶) بازیکن فوتبال اهل ایالات متحده آمریکا است.
از باشگاه‌هایی که در آن بازی کرده‌است می‌توان به بوستون بریکرز، باشگاه فوتبال زنان فرایبورگ، شیکاگو رد استارز، اس‌سی سند، و باشگاه فوتبال زاربروکن اشاره کرد.
وی همچنین در تیم‌های ملی فوتبال United States women's national under-19 soccer team و زیر ۲۳ سال زنان ایالات متحده آمریکا بازی کرده‌است.